# Vinciguerria mabahiss
Vinciguerria mabahiss är en fiskart som beskrevs av Johnson och Feltes, 1984. Vinciguerria mabahiss ingår i släktet Vinciguerria och familjen Phosichthyidae. Inga underarter finns listade i Catalogue of Life.